# Zootermopsis nevadensis
Zootermopsis nevadensis es un tipo de termita eusocial de la familia Termopsidae un grupo de termitas de bosque húmedo. Es un organismo hemimetábolo. Aunque la eusocialidad a ha evolucionado de manera independiente entre distintos órdenes de insectos, dirigidos por diferentes presiones de selección, las termitas y otros insectos eusociales del orden Hymenoptera han evolucionado de forma similar tanto en el ámbito fisiológico como social.

## Subespecies
Z. nevadensis se divide en dos subespecies, Z. n. nevadensis y Z. n. nuttingi. El genoma de Z. nevadensis nuttingi ha sido secuenciado.